# Fitolity

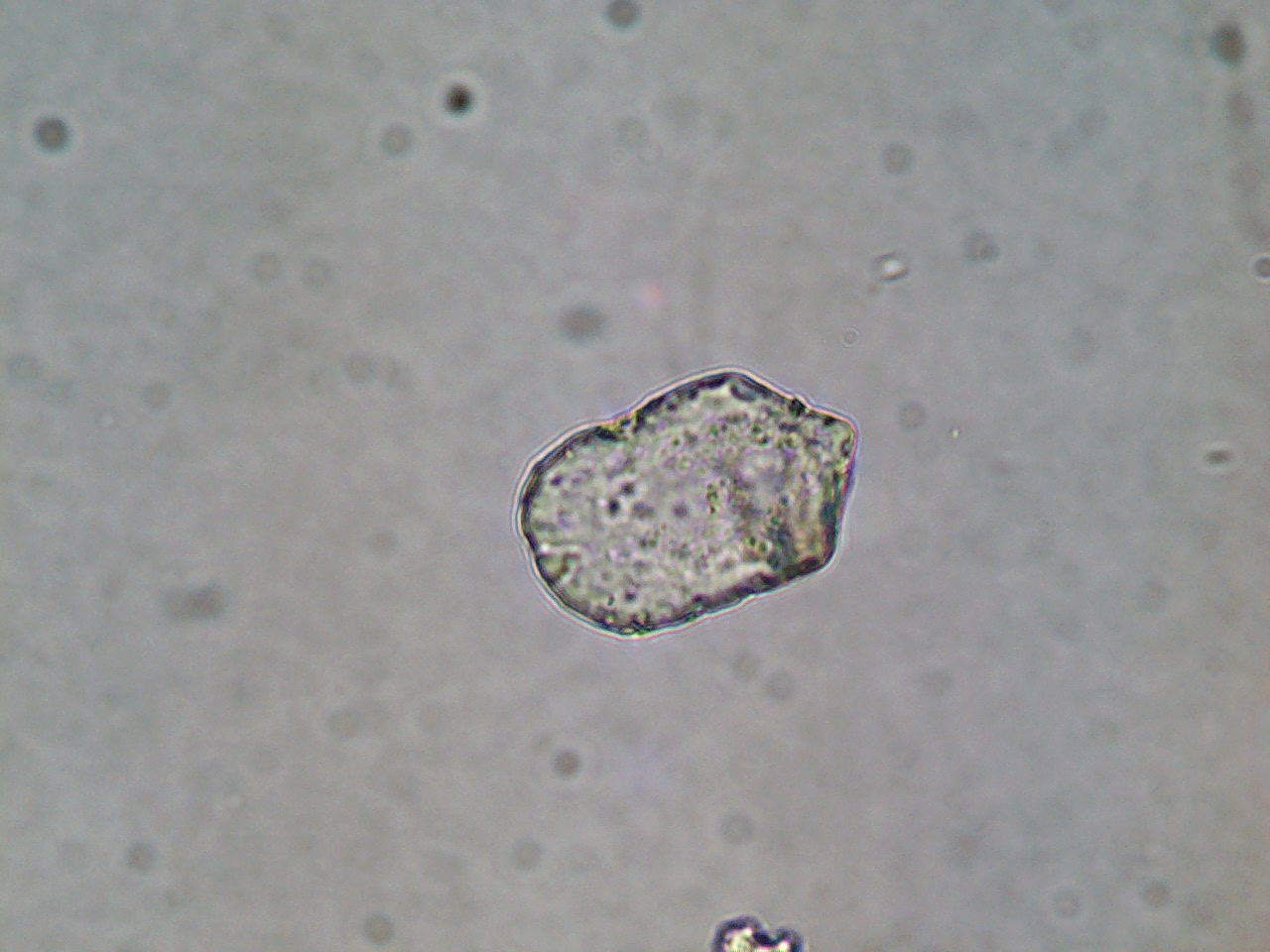
Fitolit

Fitolity – krzemionkowe twory powstające w komórkach roślinnych, także zmineralizowane, wysycone krzemionką pozostałości roślinne. Twory krzemionkowe mogą być odkładane we wnętrzu komórek, w ścianach komórkowych lub w przestrzeni międzykomórkowej. Występują we wszystkich organach, u traw zwłaszcza w kwiatostanach. 
Fitolity powstając w specyficznych warunkach, tj. wewnątrz tkanek, mają swoiste właściwości. Na ich podstawie można rozpoznać gatunek, z którego pochodzą. Jako że zachowują się jako skamieniałości, są wykorzystywane jako materiał palinologiczny w archeologii do identyfikacji roślin użytkowych, także do odtwarzania historii rozprzestrzeniania się gatunków.
W fitolitach mogą poza krzemionką odkładać się również metale. Przypuszcza się, że niektóre fitolity mogą mieć właściwości rakotwórcze.